# Leo Lipski
Leo Lipski, właśc. Lipschütz (ur. 10 lipca 1917 w Zurychu, zm. 7 lipca 1997 w Tel Awiwie) – polski pisarz emigracyjny pochodzenia żydowskiego. Jego twórczość ma charakter autobiograficzny – odwoływał się w niej m.in. do pobytu w radzieckim łagrze oraz do swojej długoletniej niepełnosprawności (pisarz cierpiał na prawostronny paraliż).

## Życiorys
Urodził się w Szwajcarii w rodzinie żydowskiej. Jego matka zmarła, gdy był jeszcze dzieckiem. W Krakowie ukończył Gimnazjum św. Jacka, po czym studiował psychologię i filozofię. Przed wojną ogłaszał utwory poetyckie i prozatorskie na łamach pism, m.in. „Kuźnia Młodych”, „Nasz Wyraz”, „Pion”.
Pierwsze miesiące wojny spędził we Lwowie, dokąd zbiegł wraz z młodszym bratem Stanisławem i narzeczoną. Następnie obaj bracia zostali zesłani do łagrów, a narzeczona Ida wróciła do Krakowa, gdzie trafiła do getta. Bracia Lipscy wydostali się z ZSRR razem z armią Andersa.
Brat pisarza Stanisław (ur. 6 listopada 1922) poległ 12 maja 1944 w bitwie o Monte Cassino, jako starszy strzelec podchorąży 3 Batalionu Strzelców Karpackich.
Leo dotknięty paraliżem, który dopadł go w Bejrucie w 1945 – osiadł po wojnie w Izraelu. Żył tam w straszliwej nędzy. Nigdy nie nauczył się języka hebrajskiego ani angielskiego.
Został wyróżniony nagrodą „Kultury” paryskiej w 1955, a także Krzyżem Oficerskim Orderu Odrodzenia Polski w 1996.
Archiwum Leo Lipskiego znajduje się w Archiwum Emigracji w Bibliotece Uniwersyteckiej w Toruniu.

## Twórczość
Wydane utwory Lipskiego obejmują:
- Niespokojni (powieść, 1952)
- Dzień i noc (opowiadania, 1957)
- Piotruś (mikropowieść, 1960)
- Sarni braciszek (opowiadanie)
- Śmierć i dziewczyna (opowiadania, 1991)
- Opowiadania zebrane (1988)

### Dzień i noc
Jednym z najciekawszych utworów Lipskiego jest opowiadanie Dzień i noc, ukazujące nieodwracalność duchowych zmian w psychice człowieka, spowodowane przejściem przez „sowiecką Golgotę”. Opowiada o Żydzie, który trafił do Wołgostroju (więźniowie tego łagru budowali Zbiornik Rybiński). O głównym bohaterze opowiadania wiadomo niewiele. Nie wiemy, skąd dokładnie pochodzi, jak się nazywa, za co trafił do obozu. Autor jedynie nieznacznie nakreślił tę postać. Informuje nas jedynie o tym, iż bohater pracował wcześniej przy wyrębie drzewa w lesie, a następnie dostał pracę w obozie jako pomocnik lekarza. Jego praca w ambulatorium, obserwacje więźniów, stają się tematem opowiadania. Poznajemy świat łagru oczami młodego człowieka, który został wrzucony w brutalną rzeczywistość. Czytelnik opowiadania ma szansę zobaczyć, jak wygląda dzień pomocnika lekarza od świtu aż do nocnego dyżuru – akcja obejmuje 24 godziny życia w obozie.
Dzień w obozie zaczyna się pobudką, gdy jest jeszcze ciemno i niezwykle zimno. Bohater musi w ciągu paru minut przebadać kilkudziesięciu osadzonych. Jego zadaniem jest zwalnianie chorych więźniów od pracy. Autor opisuje tu determinację osadzonych, którzy chwytają się różnych sposobów, aby dostać takie zwolnienie z pracy. Najlepiej obrazuje to przykład mężczyzny, który przybija sobie członek do pryczy. Sanitariusz relacjonuje nam wymarsz więźniów do pracy w terenie. Dokładnie podaje nam czas wymarszu, który przypada na godzinę siódmą rano. O tej porze rozpoczyna się wymarsz trzystu tysięcy ludzi. Dramatyzmu całej sytuacji dodaje fakt, iż towarzyszy temu muzyka orkiestry. Wygląda to jak defilada. Bohater udaje się do kuchni, gdzie sprawdza jakość potraw dla więźniów, co również należy do jego obowiązków. Z opowiadania dowiadujemy się również o wizycie sanitariusza w obozie dla kobiet, gdzie zapoznaje się z ich ciężką sytuacją. Autor kreśli obraz szaleństwa w zachowaniu osadzonych. Jeden z nich rzuca się do ognia, a pozostali tańczą przy ognisku. Jest to dowód na to, że ciężka praca i głód spychają więźniów na skraj załamania psychicznego. Później dowiadujemy się o pracy przy chorych w ambulatorium. Z relacji głównego bohatera wynika, iż każdego dnia ambulatorium obsługuje przeszło setkę chorych. Bohater zmienia opatrunki, mierzy temperaturę, zachowuje się jak w amoku, jak maszyna produkcyjna, wykonuje swoją pracę, będąc na skraju wytrzymałości. Opowiadanie kończy obraz „elektrowni”, która ukazana zostaje jako bóstwo, dające więźniom życie i śmierć.